# Josef Anton Puellacher
Josef Anton Puellacher (* 6. April 1737 in Telfs, Tirol; † 29. Mai 1799 ebenda) war ein österreichischer Maler.

## Leben
Puellacher stammte aus einer bäuerlichen Familie. Er erhielt in Reichenhall Unterricht im Zeichnen von einem italienischen Maler, der sich in Tirol niedergelassen hatte. Als er nach Salzburg kam, wurde er ein Schüler von Franz Nikolaus Streicher. Um der Einberufung zum Militärdienst zu entgehen, kehrte er zurück in seine Heimat. Er fertigte unter anderem Fresken in Kirchen oder öffentlichen Gebäuden. Dabei wurde er teilweise von seinem Gehilfen Joseph Schöpf unterstützt. Einige Werke schuf er in der Schweiz, wie die Wandgemälde im ehemaligen Fürstensaal zu St. Gallen oder einige Altarblätter in der Kirche von Niederplatt. Er hatte zwei Söhne, von denen Leopold Puellacher unter Anleitung seines Vaters ebenfalls Maler wurde.

## Werke (Auswahl)

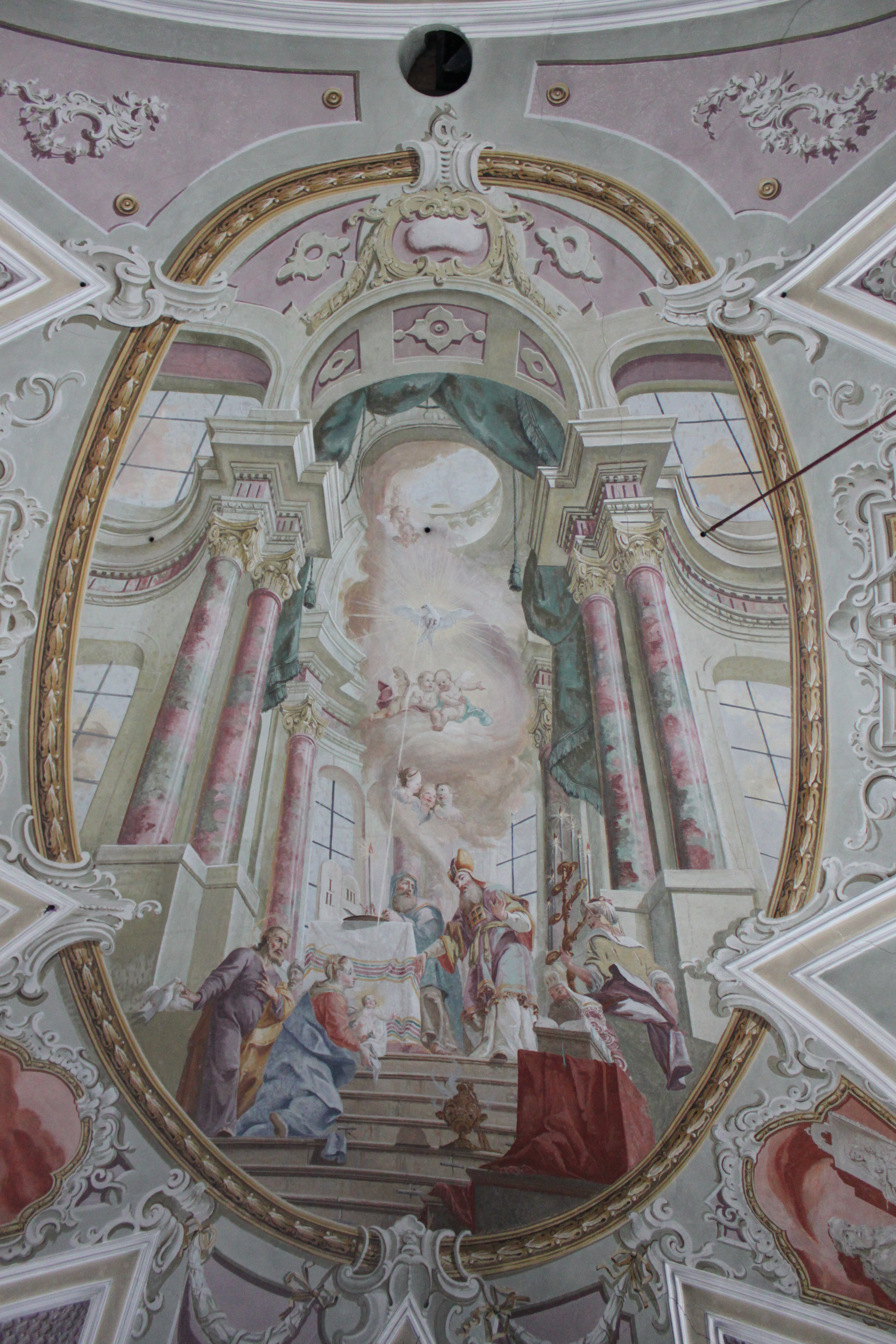
Darbringung im Tempel in der Pfarrkirche Sölden

- Pfarrkirche Längenfeld: Fresko Hll. Ursula, Katharina und Barbara im Giebel der westlichen Hauptfassade.
- Kaplaneikirche Gries im Sulztal: Gewölbemalerei, 1792.
- Pfarrkirche hl. Martin in Gries im Sellrain: Stuckaturmalerei und Deckenfresken, 1788.
- Pfarrkirche Rietz hl. Valentin: Deckenmalerei, um 1765.
- Seekirche Hl. Kreuz in Seefeld in Tirol: Zwei Wandbilder zur Legende des Seefelder Kreuzes, um 1772. Zwei Hochaltarbilder, 1771.
- Pfarrkirche Sölden Decken- und Wandgemälde, 1779.
- Stiftsgebäude des Stiftes Stams: mit Josef Schöpf Decken- und Wandmalereien mit Rokoko-Ornamentik.
- Pfarrkirche Hll. Petrus und Paulus in Telfs: Bretterkrippe zu Weihnachten, Ende 18. Jahrhundert.
- Altes Zollhaus in Telfs, nun Sparkasse und Heimatmuseum: Krippenbildartiges Weihnachtsfresko, auf den Neubau übertragen.
- Haus Beim Wackerle in Wildermieming: Rokokofresken Hl. Franziskus, Maria Immaculata, Josef und Antonius an der Südfassade.
- Grabkapelle der Kalvarienbergkirche in Zirl: Fresken David und Moses, im Hl. Grab Veronikatuch und Pelikan, 1776.[3]